# モダンガァール&スナイパー
モダンガァール&スナイパーは、日本の音楽ユニットである。

## 概要
2002年結成。2005年よりスカパー!のパチンコ番組「パチスロバトルリーグ」のオープニングテーマに使用された「レインボー巡礼」に問合せが殺到し、下北沢mona recordsにて自主制作盤「レッツモダン」が年間通販第一位を独走。2010年8月18日にPE'Z、中山うり、ROCOなどが所属するインディーズレーベルapart.RECORDSより「レッツモダンHYPER」をリリース。

## メンバー
- ヨシナリミチコ（ボーカル）
- 後藤樹里（トラックメイカー,キーボード,コーラス）

## ディスコグラフィー
アルバム
1. レッツモダン（2006年）自主制作ミニアルバム (mona records)
2. レッツモダンHYPER（2010年8月18日）インディーズアルバム